# Дјурковце
Дјурковце (слч. Ďurkovce) насељено је мјесто са административним статусом сеоске општине (слч. obec) у округу Вељки Кртиш, у Банскобистричком крају, Словачка Република.

## Становништво
| Година:    | 1994. | 2004.    | 2014.   | 2024. |
| ---------- | ----- | -------- | ------- | ----- |
| Број људи: | 151   | 128      | 140     | 112   |
| Разлика:   |       | -15,23 % | +9,37 % | -20 % |

| Година:    | 2023. | 2024.   |
| ---------- | ----- | ------- |
| Број људи: | 114   | 112     |
| Разлика:   |       | -1,75 % |

Према подацима о броју становника из 2011. године насеље је имало 128 становника.